# Совєтсько-Гаванський район
Совє́тсько-Га́ванський район (рос. Советско-Гаванский район) — район у складі Хабаровського краю Російської Федерації.
Адміністративний центр — місто Совєтська Гавань.

## Географія
Район розташований на узбережжі Татарської протоки Японського моря. Майже все населення району компактно проживає на березі затоки Совєтська Гавань в північно-східній частині району, в міській агломерації; решта території району майже незаселена.
Площа району становить 1,98 % території Хабаровського краю .
На півночі Совєтсько-Гаванський район межує з Ванінським районом, на заході — з Нанайським районом, на півдні — з Тернейским районом Приморського краю. На сході кордон району проходить по узбережжю Татарської протоки, що відокремлює його від острова Сахалін.
Вся територія району — гірська. Значну частину території району займає східний макросхил хребта Сіхоте-Алінь. На південний захід від агломерації уздовж берегової лінії простягається хребет Совєтський з відмітками до 560 м (гора Совєтська).
Совєтсько-Гаванський район прирівняний до районів Крайньої Півночі.

## Історія
Історія району починається з травня 1853 року, коли під час Амурської експедиції, яку очолював Геннадій Невельський, була відкрита одна з найкращих природних гаваней — затока Хаджі. До досліджень Невельського підштовхувала гостра необхідність обладнання на сході Російської Імперії гавані, яка могла б приймати великі судна, а також слабка вивченість берегів Татарської протоки: на картах того часу в цьому районі не було позначено значних бухт або заток.
Експедицію до загадкових берегів за дорученням Невельського очолив його сподвижник, молодий офіцер Микола Бошняк. Першопрохідці рушили в дорогу в квітні 1853 року, а в травні було відкрито затоку, названу Бошняком на честь імператора Миколи — Імператорською Гаванню.
У 1907 році Імператорська Гавань стає найважливішим лісоторговим центром Сходу Росії, тут заснована і працює австралійська лісова концесія «Слей-Мур». До 1913 року в гавані існували три населених пункти на берегах бухт - Лососина, Маячна і Японська (згодом — Курікша). У 1922 році Імператорська Гавань була перейменована в сучасну назву.
У 1925 році був утворений Совєтський район в складі Приморської області. З 1926 року — у складі Далекосхідного краю. У 1930 році після перетворення села Знаменське на робітниче селище Совєтська Гавань, Совєтський район був перейменований і отримав сучасну назву. В сучасних межах він існує з 1973 року після виділення Ванінського району.
1932 року селище Нельма отримало статус міського. 1938 року район увійшов до складу Приморського краю. 1945 року відкрито рух на залізниці Комсомольськ-на-Амурі - Совєтська Гавань. 18 січня 1941 року смт Совєтська Гавань отримує статус міста обласного підпорядкування, при цьому район був ліквідований. 1948 року місто Совєтська Гавань передане до складу Хабаровського краю. Район відновлено 13 січня 1965 року.
У 2000 порт Совєтська Гавань отримав статус міжнародного. У 2001 році відкрито наскрізний автомобільний рух Совєтська Гавань — Ваніно — Лідога — Хабаровськ.

## Населення
Населення — 38238 осіб (2019; 43506 в 2010, 47082 у 2002).
Місто Совєтська Гавань разом з приміською зоною, смт Ваніно і прилеглими населеними пунктами утворюють єдину на материковому узбережжі Татарської протоки міську агломерацію, витягнуту вздовж сильно порізаної берегової лінії на 45 км в напрямку з півдня на північ.
| 1925    | 1926    | 1933    | 1941    | 1959    | 1975    | 1979    |
| ------- | ------- | ------- | ------- | ------- | ------- | ------- |
| 6043    | ↗10 203 | ↘10 200 | ↗24 000 | ↗80 050 | ↘75 100 | ↘49 987 |
| 1989    | 1991    | 1996    | 2000    | 2001    | 2002    | 2003    |
| ↗59 217 | ↗60 200 | ↘57 000 | ↘51 700 | ↗52 100 | ↘47 082 | ↗47 100 |
| 2004    | 2005    | 2006    | 2007    | 2008    | 2009    | 2010    |
| ↘46 982 | ↘46 600 | ↘46 282 | ↘46 106 | ↘45 526 | ↘45 137 | ↘43 506 |
| 2011    | 2012    | 2013    | 2014    | 2015    | 2016    | 2017    |
| ↘43 432 | ↘42 783 | ↘42 243 | ↘41 535 | ↘40 831 | ↘40 051 | ↘39 363 |
| 2018    | 2019    | 2020    |         |         |         |         |
| ↘38 876 | ↘38 238 | ↘37 855 |         |         |         |         |

## Адміністративний поділ
Район адміністративно поділяється на 4 міських поселення та 1 сільське поселення:
| Поселення                            | Площа, км² | Населення, осіб (2002) | Населення, осіб (2010) | Населення, осіб (2019) | Центр            | Населені пункти |
| ------------------------------------ | ---------- | ---------------------- | ---------------------- | ---------------------- | ---------------- | --------------- |
| Завіто-Ільїчівське міське поселення  | 72,00      | 9429                   | 9162                   | 8455                   | Завіти Ільїча    | 1               |
| Лососинське міське поселення         | 8,70       | 3246                   | 3224                   | 3014                   | Лососина         | 1               |
| Майське міське поселення             | 21,22      | 2970                   | 2598                   | 2269                   | Майський         | 1               |
| Совєтсько-Гаванське міське поселення | 69,00      | 30480                  | 27712                  | 23816                  | Совєтська Гавань | 1               |
| Гаткинське сільське поселення        | 7,15       | 926                    | 777                    | 673                    | Гатка            | 1               |
| міжселенна територія                 | 15355,89   | 64                     | 33                     | 11                     | -                | 4               |

## Найбільші населені пункти
| № | Місто            | Населення, осіб (2002) | Населення, осіб (2010) |
| - | ---------------- | ---------------------- | ---------------------- |
| 1 | Совєтська Гавань | 30480                  | 27712                  |
| 2 | Завіти Ільїча    | 9429                   | 9162                   |
| 3 | Лососина         | 3246                   | 3224                   |
| 4 | Майський         | 2970                   | 2598                   |
| 5 | Гатка            | 926                    | 777                    |

## Господарство
Основними галузями економіки району є перевалка вантажів, енергетика, лісова і деревообробна галузі, будівництво, судноремонт.

### Транспорт
Транспортний зв'язок здійснюється по залізничній магістралі «Комсомольськ-на-Амурі — Совєтська Гавань», повітряним шляхом з аеропорту «Май-Гатка», по автодорозі «Лідога — Ваніно».
По автодорозі «Совєтська Гавань — Ваніно — Лідога» і далі по трасі «Хабаровськ — Комсомольськ-на-Амурі» є можливість автомобільним транспортом дістатися до Комсомольска-на-Амурі, до столиці краю — Хабаровська і далі до Владивостока.
Внутрішній транспортний зв'язок між муніципальними поселеннями району та сусіднім Ванінським районом здійснюється автомобільною дорогою завдовжки в 32 км.

### Релігія
Більшість віруючих жителів району — православні християни; є дві парафії Російської Православної церкви, кількість віруючих приблизно оцінюється в 5000 осіб, переважно росіяни. Багато жителів району сповідують протестантизм, з них: адвентистів сьомого дня — близько 150 чоловік, Свідків Єгови — близько 50 осіб, парафіян церкви «Благодать» — близько 200 осіб. Іслам сповідують близько 300 представників етнічних груп (татар, азербайджанців, чеченців) Близько 50 осіб (в основному представники російської інтелігенції, а також буряти і калмики) сповідують буддизм. Деякі представники корінних народів (орочі, удегейці) дотримуються традиційних вірувань.

### Пам'ятки
- Маяк «Червоний партизан» — побудований в 1895 році. У 1919 році став місцем бою партизан і білогвардійців. Об'єкт культурної спадщини Росії.